# Зализное (Киевская область)
Зализное (укр. Залізне) — село, входит в Васильковский район Киевской области Украины.
Население по переписи 2001 года составляло 373 человека. Почтовый индекс — 08606. Телефонный код — 4571. Занимает площадь 1,156 км². Код КОАТУУ — 3221484004.

## Местный совет
08635, Київська обл., Васильківський р-н, с. Крушинка, вул. Леніна,2